# Pujon Kidul
Pujon Kidul is een bestuurslaag in het regentschap Malang van de provincie Oost-Java, Indonesië. Pujon Kidul telt 4106 inwoners (volkstelling 2010).